# Русич (валун)
Русич — ледниковый валун, находится в Ленинградской области, Ломоносовском районе, в окрестностях деревни Ломаха (также часто упоминается как «Ломаховский камень».

## Характеристика валуна
Валун «Русич» считается одним из самых больших камней ледникового периода, оставшихся в Ленинградской области. В некоторых источниках называется самым высоким ледниковым валуном Ленинградской области. На некотором расстоянии от него располагается Копорская крепость в районе современного села Копорья.
Местами камень порос густым мхом, рядом — плодоносящая яблоня. В настоящее время находится посреди широкого поля.
Цветом камень неоднороден, преобладают серые оттенки, высота валуна по одним данным (более достоверным) — свыше 5 метров, ширина — до 8 метров, в обхвате — 33 метра. Высота этого валуна по другим (официальным) данным — 3 метра, диаметр — 5 метров. Валун гранитный, имеет похожую на голову барана форму.

## Легенды, связанные с валуном
- Встречаются утверждения, что, как и подобные камни ледникового периода, валун «Русич» служил для славян в древности в качестве культового жертвенника[7]. Документальных свидетельств, подтверждающих эту точку зрения, не было обнаружено[8].
- Была распространена местная легенда, основанная на внешнем виде — огромный валун был также формой похож на копну сена. Когда выпадал снег, то местные крестьяне предлагали приезжим купить «сено», выдавая за него присыпанный снегом валун[9].